# We Invented the Remix
Albums de P. Diddy & Bad Boy
The Saga Continues...
(2001) Press Play
(2006)
We Invented the Remix est un album de remixes de Sean Combs (sous le nom de P. Diddy & Bad Boy), sorti le 14 mai 2002.
L'album s'est classé 1er au Billboard 200 et 2e au Top R&B/Hip-Hop Albums et a été certifié disque de platine par la Recording Industry Association of America (RIAA) le 28 juin 2002.

## Liste des titres
| No  | Titre | Contient un (des) sample(s) de | Durée |
| --- | --- | ------------------------------ | ----- |
| 1.  | Intro (Produit par Sean « P. Diddy » Combs) |                                | 0:51  |
| 2.  | Special Delivery (Remix) (featuring G-Dep, Ghostface Killah, Keith Murray et Craig Mack – Produit par EZ Elpee)                                                   |                                | 4:34  |
| 3.  | I Need a Girl (Part Two) (featuring Ginuwine, Mario Winans et Loon – Produit par Sean « P. Diddy » Combs et Mario Winans)                                         |                                | 4:46  |
| 4.  | Bad Boy for Life (Remix) (featuring M.O.P. et Busta Rhymes – Produit par Megahertz)                                                                               |                                | 4:37  |
| 5.  | I Need a Girl (Part One) (featuring Usher et Loon – Produit par Sean « P. Diddy » Combs et Mario Winans)                                                          | Count It All Joy des Winans    | 4:26  |
| 6.  | The Remix Phenomenon (Interlude) (Produit par Sean « P. Diddy » Combs)                                                                                            |                                | 1:14  |
| 7.  | Unfoolish (Remix) (featuring The Notorious B.I.G. et Ashanti – Produit par Irv Gotti et 7 Aurelius)                                                               |                                | 3:13  |
| 8.  | Dance with Me/Peaches & Cream (Remix) (featuring 112, Ludacris et Beanie Sigel – Produit par Daron Jones)                                                         |                                | 4:57  |
| 9.  | No More Drama (Remix) (featuring Mary J. Blige – Produit par Sean « P. Diddy » Combs et Mario Winans)                                                             |                                | 4:04  |
| 10. | So Complete (Remix) (featuring Cheri Dennis – Produit par Sean « P. Diddy » Combs, Mario Winans et Buckwild)                                                      |                                | 4:37  |
| 11. | Notorious B.I.G. (Remix) (featuring The Notorious B.I.G.et Lil' Kim – Produit par Deric « D-Dot » Angelettie)                                                     |                                | 3:41  |
| 12. | That's Crazy (Remix) (featuring Black Rob, Missy Elliott, Snoop Dogg et G-Dep – Produit par Sean « P. Diddy » Combs et Mario Winans)                              |                                | 4:39  |
| 13. | Woke Up in the Morning (Remix) (featuring Carl Thomas et The Notorious B.I.G. – Produit par Sean « P. Diddy » Combs, Mario Winans et Harve « Joe Hooker » Pierre) |                                | 6:04  |
| 14. | You Gets No Love (Remix) (featuring G-Dep et Faith Evans – Produit par Sean « P. Diddy » Combs et Mario Winans)                                                   |                                | 4:37  |